# G₂

G_{2}의 딘킨 도표

리 군론에서 G2는 가장 작은 복소수 예외적 단순 리 군이다. 14차원이고, 두 개의 단순근을 지니고, 두 개의 실수 형식(콤팩트, 갈린)을 지닌다. 7차원 표현을 지닌다. 그 콤팩트 실수 형식은 팔원수의 자기 동형군이다.

## 정의
G2는 여러 가지로 정의할 수 있다.

### 팔원수를 통한 정의
G2의 콤팩트 실수 형식은 팔원수의 자기 동형군이다. 팔원수 대수 {\displaystyle \mathbb {O} }의 자기 동형은 다음을 만족하는 {\displaystyle \mathbb {R} }-선형 변환 {\displaystyle \phi \colon \mathbb {O} \to \mathbb {O} }를 말한다.
{\displaystyle \phi (a)\phi (b)=\phi (ab)}
팔원수 자기 동형군 {\displaystyle \operatorname {Aut} (\mathbb {O} )}는 G2의 컴팩트 실수 형식과 동형이라는 사실을 보일 수 있다. 이로부터, ({\displaystyle \phi (1)=1}이고, 팔원수 노름을 보존하므로) G2의 컴팩트 형식은 SO(7)의 부분군임을 알 수 있고, 이에 따라 7차원 기본표현이 존재함을 알 수 있다.

### SO(7) 스피너를 통한 정의
7차원 공간 {\displaystyle \mathbb {R} ^{7}} 위의 8차원 마요라나 스피너를 생각하자. 이 경우, 0이 아닌 임의의 마요라나 스피너에 대한, Spin(7)의 안정자군은 G2와 동형이다.
이 경우, 7차원에서 마요라나 스피너가 존재하는 계량 부호수는 (7,0), (4,3) 두 개 밖에 없다. 이들은 각각 G2의 콤팩트 형식 및 분할 형식을 정의한다.

### 구를 통한 정의
반지름의 비가 1:3인 두 구가 주어졌고, 더 작은 구가 더 큰 구 위에서 미끄러짐 또는 회전 없이 구른다고 하자. 이 경우, 두 구로 구성된 계의 무한소 대칭은 실수 리 대수 {\displaystyle {\mathfrak {g}}_{2(2)}}를 이룬다.

### 실수 형식
G2는 두 개의 실수 형식(real form)을 갖는다. 이들은 다음과 같다 (중심이 없는 형태).
| 기호    | 다른 기호 | 설명             | 기본군                                     | 외부자기동형군 | 사타케 도표                                   | 보건 도표                                   |
| ------- | --------- | ---------------- | ------------------------------------------ | -------------- | --------------------------------------------- | ------------------------------------------- |
| G2(−14) |           | 콤팩트 형식      | 1                                          | 1              | {\displaystyle \bullet \Rrightarrow \bullet } | {\displaystyle \circ \Rrightarrow \circ }   |
| G2(2)   | GⅠ        | 갈린(split) 형식 | {\displaystyle \mathbb {Z} /2\mathbb {Z} } | 1              | {\displaystyle \circ \Rrightarrow \circ }     | {\displaystyle \bullet \Rrightarrow \circ } |

## 성질

### 군론적 성질
콤팩트 실수 형식 {\displaystyle G_{2}}의 중심은 자명하다.:Theorem 1.11.1

#### G2를 포함하는 군
콤팩트 실수 형식 {\displaystyle G_{2}}는 {\displaystyle \operatorname {Spin} (7)}의 부분군이다. 이에 대한 동차 공간은 7차원 초구이다.:§4.1
{\displaystyle \operatorname {Spin} (7)/G_{2}\cong \mathbb {S} ^{7}}
딘킨 도표로서, 이는 다음과 같이 Spin(7)=C3 딘킨 도표를 접어서 얻을 수 있다.
{\displaystyle {\bullet \Rightarrow \bullet  \atop {\smallsetminus  \atop \color {White}\bullet }\,\bullet }\qquad \to \qquad \bullet \Rrightarrow \bullet }
G2는 SO(7)의 부분군이 아니지만, G2는 SO(8)의 부분군이다.:§4.1 SO(8)의 딘킨 도표는 {\displaystyle \mathbb {Z} /3} 대칭을 가지는데, 이를 대칭에 따라서 접으면 G2 딘킨 도표를 얻는다.
{\displaystyle \bullet \in {\overset {\displaystyle \bullet }{\underset {\displaystyle \bullet }{\bullet }}}\qquad \to \qquad {\bullet \Rightarrow \bullet  \atop {\smallsetminus  \atop \color {White}\bullet }\,\bullet }\qquad \to \qquad \bullet \Rrightarrow \bullet }

#### G2의 부분군
{\displaystyle G_{2}}는 SU(3):§1.5, §1.9와 SO(4):§1.10를 부분군으로 갖는다. SU(3)에 대한 동차 공간은 6차원 초구이다.:Theorem 1.9.2
{\displaystyle G_{2}/\operatorname {SU} (3)\cong \mathbb {S} ^{6}}
{\displaystyle \operatorname {SU} (3)\leq G_{2}}는 팔원수로서 다음과 같이 이해할 수 있다. 팔원수 대수 {\displaystyle \mathbb {O} }의 기저가 {\displaystyle \{1,e_{1},e_{2},\dots ,e_{7}\}}이라고 하자. 자기 동형 {\displaystyle f\colon \mathbb {O} \to \mathbb {O} }가 주어졌을 때, 단위 허수 원소 {\displaystyle e_{1}}의 상 {\displaystyle f(e_{1})}은 {\displaystyle \operatorname {Span} _{\mathbb {R} }\{e_{1},\dots ,e_{7}\}} 속의 6차원 초구 {\displaystyle \mathbb {S} ^{6}}의 원소이다. 이 원소를 고르게 되면, 이는 {\displaystyle \mathbb {O} \cong \mathbb {R} ^{8}} 위의 복소수 구조를 정의한다. 따라서, 나머지 6차원 공간 {\displaystyle (\operatorname {Span} _{\mathbb {R} }\{1,e_{1}\})^{\perp }}의 자기 동형군은 {\displaystyle \mathbb {R} ^{6}\cong \mathbb {C} ^{3}}의 자기 동형군 {\displaystyle \operatorname {SU} (3)}가 된다. 즉, 다음과 같은 올다발을 얻는다.
{\displaystyle \mathbb {S} ^{6}\hookrightarrow G_{2}\twoheadrightarrow \operatorname {SU} (3)}
이는 딘킨 도표로도 이해할 수 있다. G2의 딘킨 도표에 꼭짓점 {\displaystyle \scriptstyle \otimes }을 추가하여 아핀 딘킨 도표로 만든 뒤, {\displaystyle \circ }로 표시한 꼭짓점을 제거하면 SU(3) 딘킨 도표를 얻는다.
{\displaystyle \bullet \Rrightarrow \circ \qquad \to \qquad {\scriptstyle \otimes }-\bullet \Rrightarrow \circ \qquad \to \qquad {\scriptstyle \otimes }-\bullet }
마찬가지로, G2의 SO(4) 부분군은 딘킨 도표로 이해할 수 있다. G2의 딘킨 도표에 꼭짓점 {\displaystyle \scriptstyle \otimes }을 추가하여 아핀 딘킨 도표로 만든 뒤, {\displaystyle \circ }로 표시한 꼭짓점을 제거하면 {\displaystyle \operatorname {SO} (4)} 딘킨 도표를 얻는다.
{\displaystyle \circ \Rrightarrow \bullet \qquad \to \qquad {\scriptstyle \otimes }-\circ \Rrightarrow \bullet \qquad \to \qquad {\scriptstyle \otimes }\qquad \bullet }
갈린 실수 형식 {\displaystyle G_{2(2)}}의 극대 콤팩트 부분군은 {\displaystyle \operatorname {SO} (4)\cong (\operatorname {SU} (2)\times \operatorname {SU} (2))/(\mathbb {Z} /2)}이다. 그 2겹 범피복군은 행렬군으로 나타낼 수 없다.

### 위상수학적 성질
콤팩트 실수 형식 {\displaystyle G_{2}}는 14차원 콤팩트 연결 단일 연결 매끄러운 다양체이다.
갈린 실수 형식 {\displaystyle G_{2(2)}}은 14차원 비콤팩트 연결 매끄러운 다양체이며, 기본군은 2차 순환군이다.
{\displaystyle \pi _{1}(G_{2(2)})\cong \mathbb {Z} /2}
콤팩트 형식의 15차 이하의 고차 호모토피 군은 다음과 같다.:132
{\displaystyle \pi _{3}(G_{2})=\operatorname {Cyc} (\infty )}
{\displaystyle \pi _{6}(G_{2})=\operatorname {Cyc} (3)}
{\displaystyle \pi _{8}(G_{2})=\operatorname {Cyc} (2)}
{\displaystyle \pi _{9}(G_{2})=\operatorname {Cyc} (6)}
{\displaystyle \pi _{11}(G_{2})=\operatorname {Cyc} (\infty )\oplus \operatorname {Cyc} (2)}
{\displaystyle \pi _{14}(G_{2})=\operatorname {Cyc} (168)\oplus \operatorname {Cyc} (2)}
{\displaystyle \pi _{15}(G_{2})=\operatorname {Cyc} (2)}
위에 수록되지 않은 15 이하의 차수의 호모토피 군은 자명군이다. 여기서 {\displaystyle \operatorname {Cyc} (k)}는 {\displaystyle k}차 순환군이다.
콤팩트 형식의 특이 코호몰로지 환은 다음과 같다.:327–328, Théorème 17.2:Theorem 12.14
{\displaystyle \operatorname {H} ^{\bullet }(G_{2};\mathbb {Z} )\cong {\frac {\mathbb {Z} \langle x_{3},x_{11}\rangle }{(x_{3}x_{11}+x_{11}x_{3},x_{3}^{4},x_{11}^{2},x_{3}^{2}x_{11},2x_{3}^{2})}}}
{\displaystyle \deg x_{i}=i}
여기서 {\displaystyle \mathbb {Z} \langle \dotso \rangle }은 비가환 다항식환을 뜻한다.
즉, 각 등급별로 코호몰로지 군은 다음과 같다. (호몰로지 군은 푸앵카레 쌍대성으로 주어진다.)
{\displaystyle \operatorname {H} ^{i}(G_{2};\mathbb {Z} )\cong {\begin{cases}\operatorname {Cyc} (\infty )&i\in \{0,3,11,14\}\\\operatorname {Cyc} (2)&i\in \{6,9\}\\0&i\in \{1,2,4,5,7,8,10,12,13\}\end{cases}}}
리 대수 {\displaystyle {\mathfrak {g}}_{2}}의 두 불변 다항식의 차수는 2와 6이다. 이들은 리 군의 코호몰로지 환의 생성원 {\displaystyle x_{3}}과 {\displaystyle x_{11}}에 대응된다. 2차 불변 다항식은 킬링 형식이며, 6차 불변 다항식 역시 구체적으로 알려져 있다.

### 근계

G_{2}의 근계.

{\displaystyle G_{2}}의 근계는 6개의 긴 근과 6개의 짧은 근으로 구성된다. 긴 근의 길이는 (통상적으로) {\displaystyle {\sqrt {2}}}이며, 짧은 근의 길이는 {\displaystyle {\sqrt {2/3}}}이다. 근계를 2차원 벡터로 쓰면 다음과 같다.
- 긴 근: {\displaystyle {\sqrt {2}}(\cos(2n\pi /6),\sin(2n\pi /6))}, {\displaystyle n=0,1,\dots ,5}
- 짧은 근: {\displaystyle {\sqrt {2/3}}(\cos(2(n+1/2)\pi /6),\sin(2(n+1/2)\pi /6)}, {\displaystyle n=0,1,\dots ,5}

{\displaystyle G_{2}}는 {\displaystyle B_{3}=\operatorname {Spin} (7)}의 부분군이므로, {\displaystyle B_{3}}의 3차원 근계의 부분 근계로도 나타낼 수 있다. 이 경우, 근은 다음과 같다.
| (1,−1,0), (−1,1,0) (1,0,−1), (−1,0,1) (0,1,−1), (0,−1,1) | (2,−1,−1), (−2,1,1) (1,−2,1), (−1,2,−1) (1,1,−2), (−1,−1,2) |

이 가운데 단순근은 여러가지로 잡을 수 있다. 한 가지 방법은 다음과 같다.
(0,1,−1), (1,−2,1)
그 바일 군은 정이면체군 D6이다. 그 카르탕 행렬은 다음과 같다.
{\displaystyle {\begin{pmatrix}2&-3\\-1&2\end{pmatrix}}}
G2의 딘킨 도표는 아래와 같이 두 개의 꼭짓점으로 구성되며, 그 사이에 3겹 변이 존재한다.
{\displaystyle \bullet \Rrightarrow \bullet }
G2의 아핀 딘킨 도표의 경우, 짧은 단순근 쪽에 새 근 {\displaystyle \scriptstyle \otimes }이 추가된다.
{\displaystyle {\scriptstyle \otimes }-\bullet \Rrightarrow \bullet }

### 표현론
G2의 기약 표현의 차원은 다음과 같다 (OEIS의 수열 A104599).
1, 7, 14, 27, 64, 77 (두 개), 182, 189, 273, 286, 378, 448, 714, 729, 748, 896, 924, 1254, 1547, 1728, 1729, 2079 (두 개), 2261, 2926, 3003, 3289, 3542, 4096, 4914, 4928 (두 개), 5005, 5103, 6630, 7293, 7371, 7722, 8372, 9177, 9660, 10206, 10556, 11571, 11648, 12096, 13090….
이 가운데 기본 표현은 7과 14이다. 7은 G2의 허수 팔원수 위의 작용과 같으며, 14는 딸림표현이다. 기본 표현들은 딘킨 도표의 꼭짓점에 다음과 같이 대응한다.
{\displaystyle {\underset {\mathbf {14} }{\bullet }}\Rrightarrow {\underset {\mathbf {7} }{\bullet }}}
7과 14는 둘 다 실수 표현이다. 보다 일반적으로, G2의 바일 군은 원소 {\displaystyle v\mapsto -v}를 포함하며, 따라서 모든 표현은 스스로의 켤레와 동형이다. (위 목록에서 77, 2079 따위가 중복되는 것은 복소수 켤레와 상관없다.) {\displaystyle G_{2}}는 사원수 표현을 갖지 않으며, 모든 표현은 실수 표현이다.
Spin(7)의 기본 표현 7 및 스피너 표현 8 및 딸림표현 21은 G2의 표현으로 분해하였을 때, 다음과 같다.
{\displaystyle \mathbf {7} _{\operatorname {Spin} (7)}\to \mathbf {7} _{G_{2}}}
{\displaystyle \mathbf {8} _{\operatorname {Spin} (7)}\to \mathbf {7} _{G_{2}}\oplus \mathbf {1} _{G_{2}}}
{\displaystyle \mathbf {21} _{\operatorname {Spin} (7)}\to \mathbf {14} _{G_{2}}\oplus \mathbf {7} _{G_{2}}}
G2의 표현을 부분군의 표현으로 분해하였을 때, 다음과 같다.
{\displaystyle \mathbf {7} _{G_{2}}\to \mathbf {3} _{\operatorname {SU} (3)}\oplus {\bar {\mathbf {3} }}_{\operatorname {SU} (3)}\oplus \mathbf {1} _{\operatorname {SU} (3)}}
{\displaystyle \mathbf {14} _{G_{2}}\to \mathbf {8} _{\operatorname {SU} (3)}\oplus \mathbf {3} _{\operatorname {SU} (3)}\oplus {\bar {\mathbf {3} }}_{\operatorname {SU} (3)}}
{\displaystyle \mathbf {7} _{G_{2}}\to (\mathbf {2} ,\mathbf {2} )_{\operatorname {SO} (4)}\oplus (\mathbf {3} ,\mathbf {1} )_{\operatorname {SO} (4)}}
{\displaystyle \mathbf {14} _{G_{2}}\to (\mathbf {3} ,\mathbf {1} )_{\operatorname {SO} (4)}\oplus (\mathbf {1} ,\mathbf {3} )_{\operatorname {SO} (4)}\oplus (\mathbf {4} ,\mathbf {2} )_{\operatorname {SO} (4)}}

### 대수기하학적 성질
슈발레 기저를 사용하여 정수 계수의 리 대수 {\displaystyle {\mathfrak {g}}_{2}(\mathbb {Z} )} 및 군 {\displaystyle G_{2}(\mathbb {Z} )}을 정의할 수 있다. 보다 일반적으로, 이는 임의의 가환환 {\displaystyle R}에 대하여 대수군으로 정의할 수 있다.
특히, 유한체 {\displaystyle \mathbb {F} _{q}}에 대한 계수의 슈발레 군 {\displaystyle G_{2}(\mathbb {F} _{q})}의 크기는 다음과 같다.
{\displaystyle |G_{2}(\mathbb {F} _{q})|=q^{6}(q^{6}-1)(q^{2}-1)}
이는 {\displaystyle q\neq 2}일 경우 유한 단순군을 이룬다. {\displaystyle q=2}일 경우, {\displaystyle G_{2}(\mathbb {F} _{2})}는 단순군이 아니지만, 그 교환자 부분군은 지표 2의 정규 부분군이자 단순군이다.
{\displaystyle G_{2}(\mathbb {F} _{2})'\cong \operatorname {SU} (3;\mathbb {F} _{3})}
{\displaystyle |G_{2}(\mathbb {F} _{2}):G_{2}(\mathbb {F} _{2})'|=2}
유한체 위의 G2 슈발레 군은 발견자 레너드 유진 딕슨 의 이름을 따 딕슨 군(Dickson群, 영어: Dickson group)이라고 불리기도 한다.
처음 몇 개의 G2 슈발레 군들의 크기는 다음과 같다. (OEIS의 수열 A008914)
{\displaystyle |G_{2}(\mathbb {F} _{2})|=12\,096}
{\displaystyle |G_{2}(\mathbb {F} _{3})|=4\,245\,696}
{\displaystyle |G_{2}(\mathbb {F} _{4})|\approx 2.52\times 10^{8}}
이 밖에도, G2는 표수 3의 체 위에서 추가 대칭을 갖는다. G2 딘킨 도표
{\displaystyle \bullet \Rrightarrow \bullet }
는 3겹 변에 화살표가 붙어 있어 대칭이 없지만, 표수 3의 체 위에서는 화살표의 방향이 사라져
{\displaystyle \bullet \equiv \bullet }
가 되어, 딘킨 도표가 추가 {\displaystyle \mathbb {Z} /2} 대칭을 갖기 때문이다. 특히 체의 크기가 {\displaystyle 3^{2n+1}}의 꼴인 경우, 이 대칭을 체의 프로베니우스 자기 동형으로 뒤틀어 대수군 {\displaystyle {}^{2}G_{2}(\mathbb {F} _{3^{2n+1}})}을 정의할 수 있다. 이 군들은 발견자 이임학 의 이름을 따 이임학 군(李林學群, 영어: Ree group)이라고 한다. 이 군들의 크기는 다음과 같다.
{\displaystyle |{}^{2}G_{2}(\mathbb {F} _{q})|=q^{3}(q^{3}+1)(q-1)\qquad (q=3^{2n+1})}
이들은 {\displaystyle q=3}인 경우를 제외하면 모두 유한 단순군을 이룬다. {\displaystyle q=3}일 경우 이는 단순군이 아니며, 다음과 같다.
{\displaystyle {}^{2}G_{2}(\mathbb {F} _{3})\cong \operatorname {Aut} (\operatorname {SL} (2;\mathbb {F} _{8}))}
그 교환자 부분군은 다음과 같은 지표 3의 단순 부분군이다.
{\displaystyle {}^{2}G_{2}(\mathbb {F} _{3})'\cong \operatorname {PSL} (2;\mathbb {F} _{8})}
{\displaystyle |{}^{2}G_{2}(\mathbb {F} _{3}):{}^{2}G_{2}(\mathbb {F} _{3})'|=3}

## 응용
G2는 리만 다양체의 홀로노미의 분류에 등장한다. 즉, G2를 홀로노미 군으로 가지는, 대칭 공간이 아닌 7차원 리만 다양체가 존대한다. 이는 위와 같이 G2가 SO(7)의 부분군인 사실과 관련이 있다.

## 역사
리 대수 {\displaystyle {\mathfrak {g}}_{2}}는 빌헬름 킬링이 복소수 단순 리 대수를 분류하면서 1887년 5월에 발견하였다. {\displaystyle G_{2}}의 콤팩트 형태는 프리드리히 엥겔(영어: Friedrich Engel)이 1900년 6월 11일 발표하였다.
유한체 위의 G2는 레너드 유진 딕슨이 1905년에 발견하였다. 표수가 3인 체 위의 뒤틀린 형태 2G2는 이임학이 1960년에 발견하였다.

## 같이 보기
- 팔원수
- F4
- E6
- E7
- E8